# Za vjeru i dom
Za vjeru i dom bio je hrvatski mjesečnik namijenjen katoličkoj ženskoj mladeži. Izlazio je od 1908. do 1945. u Zagrebu.

## Povijest
Izdavač je bilo Veliko križarsko sestrinstvo. Tiskali su ga tiskara Hrvatskog katoličkog tiskovnog društva, Nadbiskupska tiskara u Zagrebu, Posestrinstvo za Hrvatsku katoličku žensku svezu, Sveza hrvatskih orlica i tiskara Merkantile.
Od 1942. do 1943. izlazio je kao prilog lista Nedjelja.

## Uredništvo
Uređivali su ga Marija Tomšić od 1908. do 1911. godine. Od 1912. do 1924. uređivala ga je literarna sekcija Marijine kongregacije učiteljica u Zagrebu. 1925. ga je uređivala Josipa Vimer, 1926. Zora Vasić, od 1927. do 1929. Slava Horvat. Od 1930. do 1941. urednica je bila Vlasta Arnold, a od 1942. do 1944. Janja Magdić.